# Шведский Висмар
Шведский Висмар (швед. Svenska Wismar) — доминион под властью шведской Короны, существовавший в 1648—1903 годах и примерно соответствующий ныне существующим границам города Висмара. Бывший ганзейский город, расположенный на балтийском побережье Германии.
После Польско-шведской войны и Тридцатилетней войны Швеция получила контроль над обширными территориями на южном побережье Балтийского моря, включая Померанию и части Ливонии и Пруссии. Впервые Висмар попал под контроль Швеции в результате оккупации в 1628 году. Вестфальский мир закрепил Висмар за Швецией. Вскоре город стал административным центром всех германских владений Швеции, в Фюрстенхофе был создан Шведский королевский трибунал. Новый статус создал необходимость усилить укрепления Висмара, надзор за фортификационными работами был поручен фельдмаршалу Эрику Дальбергу. В результате город получил концентрические стены с валами и верками — систему эффективной обороны, отвечающую всем современным требованиям. Остатки этих укреплений были сохранены, среди прочего, в «Линдегартене» к востоку от стены старого города.
В ходе Северной войны Висмар был оккупирован коалицией датских, прусских и ганноверских войск, система городских укреплений пришла в упадок. Это привело к разрушению сложной системы обороны города. Согласно Фредериксборгскому договору 1720 года, Висмар был возвращен Швеции. Однако значение и влияние его снизилось, так как, по итогам войны, Швеция потеряла Бремен и Верден, равно как и право беспошлинного прохода шведских судов через Эресунн.
В 1803 году Швеция заложила Висмар герцогу Мекленбург-Шверинскому за 1 258 тыс. риксдалеров, оставив, однако, за собой право выкупить его обратно через 100 лет. Согласно этой оговорке Висмар сохранял отдельные законы и особый порядок управления вплоть до 1897 года, не будучи, кроме того, представленным в мекленбургском ландтаге. В этот период суверенные права герцога и его наследников были ограничены, они обязались не уступать Висмар какой-либо иностранной державе, не укреплять город и не превращать его в военный порт. Залог не был погашен, и 20 июня 1903 года Швеция окончательно отказалась от своих притязаний на город.
Многие из наиболее известных зданий Висмара были построены в период шведского владычества. Архитектурный стиль Швеции, смешанный с ганзейской и немецкой архитектурной традицией, сформировал уникальный стиль, свойственный городской застройке балтийского побережья Германии и Польши. Этот стиль, наиболее ярко и значимо представленный, помимо Висмара, в Штральзунде и Любеке, и известный, как кирпичная готика, получил в 2002 году статус объекта Всемирного наследия ЮНЕСКО.